# Liste der Monuments historiques in Tallenay
Die Liste der Monuments historiques in Tallenay führt die Monuments historiques in der französischen Gemeinde Tallenay auf.

## Liste der Objekte
| Bezeichnung               | Beschreibung | Standort                        | Kennzeichnung | Schutzstatus | Datum | Bild |
| ------------------------- | --- | ------------------------------- | ------------- | ------------ | ----- | ---- |
| Hauptaltar                | Altartisch, Tabernakel, Retabel, Gemälde, vier Altarleuchter und Kommunionbank; Holz, farbig gefasst, Ölfarbe auf Leinwand, 18. Jahrhundert | in der Kirche St-Gengoul (Lage) | PM25002419    | Inscrit      | 1978  |      |
| Kanzel                    | Holz, Ende des 17. Jahrhunderts | in der Kirche St-Gengoul (Lage) | PM25002420    | Inscrit      | 1978  |      |
| Taufretabel               | mit Gemälde; Holz, farbig gefasst, Ölfarbe auf Leinwand, 18. Jahrhundert                                                                    | in der Kirche St-Gengoul (Lage) | PM25002421    | Inscrit      | 1978  |      |
| Gemälde Heiliger Claudius | Ölfarbe auf Leinwand, Holzrahmen, 18. Jahrhundert                                                                                           | in der Kirche St-Gengoul (Lage) | PM25002422    | Inscrit      | 1978  |      |
| Beichtstuhl               | Holz, 18. Jahrhundert | in der Kirche St-Gengoul (Lage) | PM25002423    | Inscrit      | 1978  |      |
| Glocke                    | Bronze, 1420 gegossen | in der Kirche St-Gengoul (Lage) | PM25001363    | Classé       | 1928  |      |